# Platypux
Platypux es una distribución GNU/Linux de origen francés, perteneciente a la familia Slackware, creada por los hermanos Pierre-Aimé y Jacques-Olivier. Platypux a pesar de estar basado en Slackware, ha sido "desarrollado desde cero", es decir, utilizando el código fuente proporcionado por el proyecto Linux From Scratch. (LFS), lo cual permite al desarrollador conocer minuciosamente los contenidos de dicho código fuente para configurarlo de la forma más natural para la aplicación requerida.
Platypux V8.0 está disponible solamente para la arquitectura x86 (32 bits), tanto en equipos portátiles como en equipos de escritorio, se instala por medio de live-DVD. Su núcleo fue construido con soporte PAE (Physical Address Extension) con el propósito de beneficiar a los usuarios de equipos que cuentan con 4GiB de memoria RAM o más.

Línea de tiempo de las distribuciones GNU/Linux

## Origen del nombre
Platypux ha sido desarrollado a partir de código fuente proporcionado por el proyecto Linux From Scratch o LFS pero también cuenta con código fuente para distribuciones BLFS (Beyond Linux From Scratch) y ALFS (Automated Linux From Scratch). Estos componentes son los que dan forma a una distribución GNU/Linux y entre ellos se encuentran el Núcleo Linux y los distintos Paquetes_de_software preinstalados (por mencionar algunos).
Debido a la procedencia de los componentes que conforman a Platipux, sus desarrolladores lo han comparado con el ornitorrinco por sus interesantes características (que desconcertó a los biólogos y naturalistas de finales del siglo XVIII por ser un mamífero ovíparo con pico). El ornitorrinco es conocido en el mundo angloparlante como "platipus" y el nombre de la distribución Platipux es un calambur entre platipus y tux (el pingüino, mascota oficial de Linux, que parece vestir esmoquin o tuxedo).
El código fuente del núcleo ha sido publicado por sus desarrolladores para compilar al "exótico" núcleo (kernel).

## Paquetes de software predeterminados
Entre los paquetes y componentes predeterminados de Platypux V8.0 se encuentran:
- El administrador de ventanas es Xfce.
- El emblemático editor de imágenes GIMP viene preinstalado por defecto (con soporte XSane), le acompaña Inkscape para la creación y edición de imágenes  Scalable Vector Graphics.
- El navegador de internet es SRWare Iron.
- El cliente de mensajería instantánea es Pidgin.
- La suite ofimática por defecto es LibreOffice.

## Versiones[4]
- La versión V1.0 fue publicada el 29 de diciembre de 2008. Primera versión, basada en Slackware.
- La V2.0 fue publicada el 20 de febrero de 2009. Con soporte renovado para  Memoria USB y otros dispositivos de almacenamiento removible, soporte para  Tableta Wacom y demás mejoras.
- La V3.0 fue publicada el 19 de abril de 2009. Se introdujeron Conky y Wifi-radar
- La V4.0 fue publicada el 2 de septiembre de 2009. A partir de esta versión, la configuración WiFi se guarda para cada PC. Se incorporó a Java MPlayer 1.0 por primera vez.
- La V5.0 fue publicada el 13 de junio de 2010. Compilación del sistema a partir de las fuentes proveídas por los métodos LFS y BLFS.
- La V6.0 fue publicada el 1 de enero de 2011. Primera incorporación de LibreOffice,
- La V7.0 fue publicada el 29 de mayo de 2011. El NFS (Network File System) fue corregido, se agregó el cliente GFTP y el firmware para dispositivos inalámbricos. Incorporación del núcleo Linux 2.6.37.6 con soporte AUFS (Advanced multi layered Unification Filesystem) y LZMA. Thunderbird ha sido agregado.
- La V8.0 fue publicada el 9 de noviembre de 2011. Se han agregado varios applets, soporte para tarjetas gráficas NVIDIA (con  drivers privativos).

Se ha incorporado la compresión XZM para AUFS (Advanced multi layered Unification Filesystem).
- La V9.0 aún no ha sido anunciada. Se encuentra en desarrollo.